# Abies flinckii
Abies flinckii (syn. Abies guatemalensis var. jaliscana) je jehličnatý strom z rodu jedle a čeledi borovicovité. Roste v horských oblastech při jihovýchodním pobřeží Mexika, zejména ve státě Jalisco. Dřevo je ceněno ve stavebnictví a druh je vyhledáván na vánoční stromky a dekorace. Jeho lokalit není mnoho a je veden jako téměř ohrožený.

## Popis
Jedle Abies flinckii je stálezelený, středně rychle rostoucí, jehličnatý strom se široce kuželovitou korunou, dorůstající výšky 20–35 metrů. Roční přírůstek činí asi 30 cm. Borka je zprvu šedá a hladká, později šupinovitá. Letorosty jsou štíhlé, zpočátku zelené, později olivově hnědé. Jehlice jsou 3,5–7 cm dlouhé a 2 mm široké, na líci zelené, naspodu se dvěma bílými proužky průduchů. Šišky jsou podlouhle kuželovité, 12–16 cm dlouhé a 4–4,5 cm široké, na 1 cm dlouhé stopce. Semena jsou světle hnědá, 9 mm dlouhá a 4 mm široká, s 25 mm dlouhým a 15 mm širokým křídlem. Semena dozrávají v listopadu.

## Výskyt
Tento druh jedle se vyskytuje endemicky v Mexiku ve státě Jalisco, v přilehlých oblastech státu Michoacán a někdy je uváděn i ze státu Sinaloa či Nayarit. Je známo pouze 11 nebo 12 lokalit o celkové výměře asi 48 km2.
Areál výskytu se v žádné části nepřekrývá s areálem blízce příbuzné jedle Abies guatemalensis.

## Ekologie
Strom roste v nadmořských výškách 1900 až 4100 m v mezických půdách, v oceánickém, chladnějším a vlhkém klimatu. Je mrazuvzdorný do −6 °C. Nejčastěji vytváří smíšené porosty spolu s některými jinými horskými jehličnany, zejména s jedlí Abies religiosa, cypřišem mexickým (Cupressus lusitanica), borovicí mexickou (Pinus ayacahuite), borovicí Montezumovou (P. montezumae), borovicí vejmutovkovitou (P. pseudostrobus) a dalšími borovicemi (Pinus hartwegii, P. devoniana). V nižších nadmořských výškách se vyskytuje v porostech složených zejména z různých druhů dubů (Quercus), planik (Arbutus) a jalovců (Juniperus).
Na otevřených místech těchto porostů dominují zejména pomíšenka Baccharis vaccinioides, planika Arbutus xalapensis, kladivník Cestrum guatemalense, dvakratec Litsea glaucescens, šalvěj Salvia cinnabarina a ostružiník Rubus trilobus.

## Taxonomie
Tento taxon byl poprvé popsán Martínezem v roce 1948 jako varieta jedle Abies guatemalensis pod názvem Abies guatemalensis Rehder var. jaliscana Martínez. Tento originální popis byl proveden na základě málo kvalitních a nevyhovujících herbářových položek, uložených ve sbírkách arboreta v Kew v hrabství Surrey ve Velké Británii. Na základě pozdějšího studia rostlin z přírodních populací byl jeho status přehodnocen a v roce 1989 byl uznán jako samostatný druh s názvem Abies flinckii Rushforth.

## Využití
Dřevo je poměrně měkké a zpravidla rovně rostlé a je ceněno zejména ve stavebnictví, dále je používáno na výrobu šindelů, nářadí, tradičních řemeslných výrobků a dřevěného uhlí. Nověji je tento druh využíván na vánoční stromky a větve k řezu na vánoční dekorace.

## Ohrožení
Strom je často nezákonně kácen pro dřevo, poslední dobou ještě navíc pro novou módu používání stromu jako vánočního.
Strom je z těchto důvodů považován za téměř ohrožený a blíží se stavu ohrožený.